# Templo de Júpiter (Baalbek)
El templo de Júpiter en Baalbek fue un colosal templo romano dedicado al culto a Júpiter, el equivalente romano del dios griego Zeus. Estaba ubicado en la antigua ciudad romana de Heliópolis, actualmente Baalbek, a 86 kilómetros al este de Beirut, en Líbano. Era el edificio principal de un enorme santuario o complejo formado por diversos templos romanos paganos distribuidos en torno a un gran patio. Está considerado como uno de los edificios de mayores dimensiones dedicados a Júpiter del Imperio romano. Actualmente solo se mantienen en pie seis columnas en su lado sur.
En 1984, todo el complejo de Baalbek fue declarado Patrimonio de la Humanidad, incluido el templo de Júpiter.

## Historia
Los orígenes de Baalbek se remontan a un santuario fenicio dedicado a Baal, el dios de la tormenta, que era venerado en este lugar. Posteriormente asirios, persas, griegos y romanos construyeron sus templos en este complejo sagrado. Así, el edificio tuvo sucesivas reconstrucciones, al tiempo que el dios adorado pasaba a llamarse Hadad, Helios, Zeus y Júpiter Óptimo Máximo Heliopolitano. Se cree que la plataforma sobre la que se asienta el complejo fue ordenada construir por mandatarios ptolemaicos, quienes gobernaron el valle de la Becá en el siglo III a. C. A partir de la época de los seléucidas la ciudad se llamó Heliópolis o Ciudad del Sol, siendo colonia romana desde Augusto.
En época romana, la reconstrucción del edificio fue iniciada durante el mandato de Julio César, continuada posteriormente por Augusto y finalizada en tiempos de Nerón. En total, tardó casi un siglo en ser terminado, siendo el mayor templo pagano dedicado a Júpiter de todo el Imperio romano. Durante esta época el santuario atraía a miles de peregrinos, que adoraban a la llamada Tríada de Heliópolis, un culto de origen fenicio y que estaba formado por Júpiter, Venus y Mercurio.
Los distintos emperadores de la dinastía Julio-Claudia fueron enriqueciendo el santuario posteriormente. A mediados del siglo I, Nerón construyó la torre-altar en el lado opuesto del templo. A principios del siglo II, Trajano añadió el patio hexagonal, realizado con columnas de granito rosa transportadas en barco desde Asuán, en el extremo sur de Egipto.

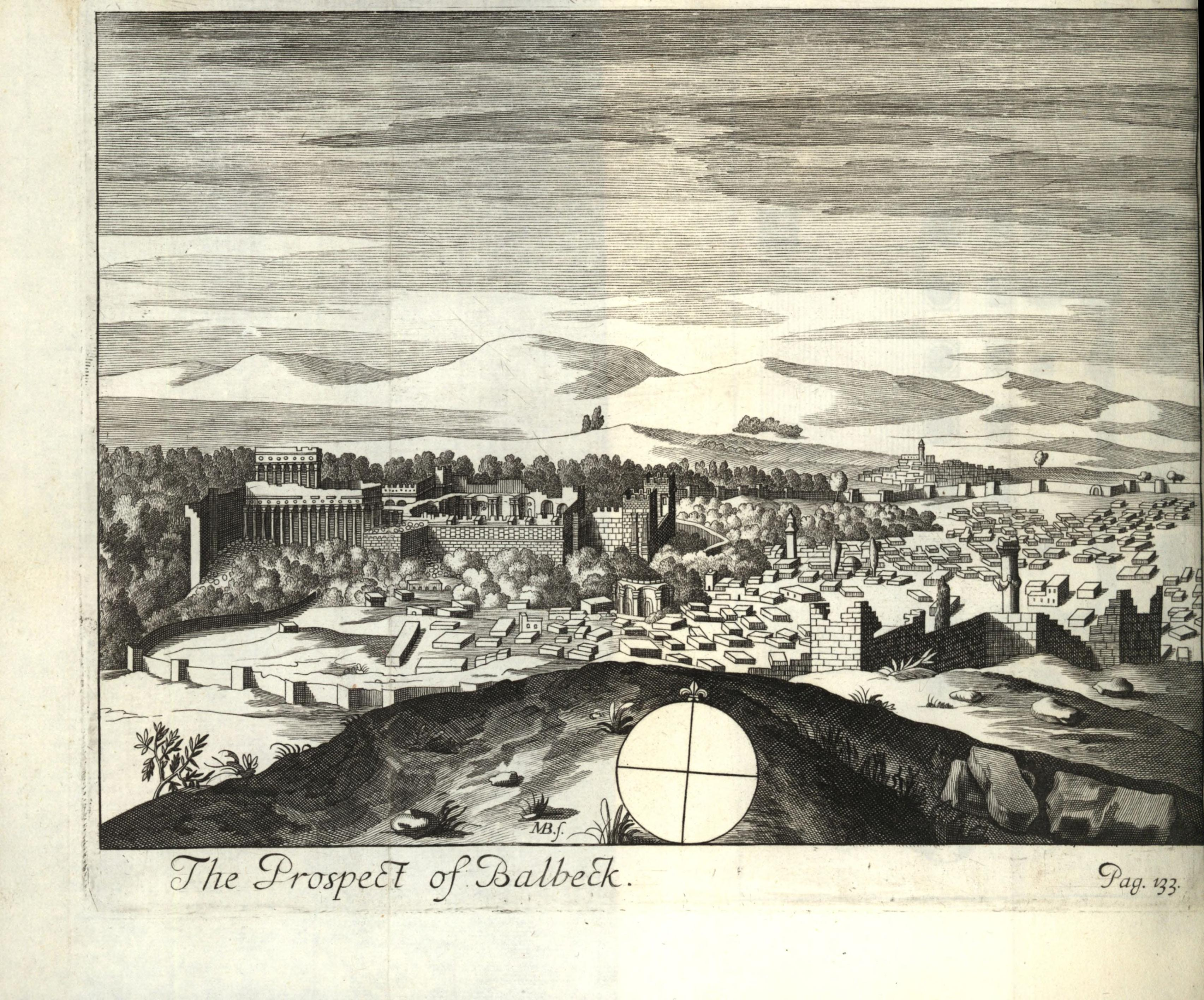
Vista de Baalbek desde el norte. Henry Maundrell, A Journey from Aleppo to Jerusalem at Easter, 1697, p. 133

En tiempos del Imperio bizantino el complejo fue conocido también como el Trilitón, debido a las tres enormes rocas colocadas en sus cimientos. El conjunto del templo, el patio hexagonal y el gran patio recibió también el nombre de Gran templo. Bajo el mandato de Teodosio I, el edificio fue destruido y saqueado para utilizar la piedra como material de construcción. Durante el reinado de Justiniano, se transportaron a Constantinopla (Estambul) ocho columnas para ser reutilizadas en Santa Sofía. Según Zacarías de Mitilene, hacia el año 524 o 525 el templo se convirtió en una iglesia dedicada a la Virgen María.
Tras la conquista árabe del 637, el santuario se transformó en una ciudadela fortificada y se construyó una gran mezquita en estilo omeya, hoy en ruinas. La iglesia fue abandonada y posteriormente desmantelada en la época de las Cruzadas, cuando el gran complejo fue convertido en una fortaleza. Hoy en día aún se llama Qalaa, «El fuerte».

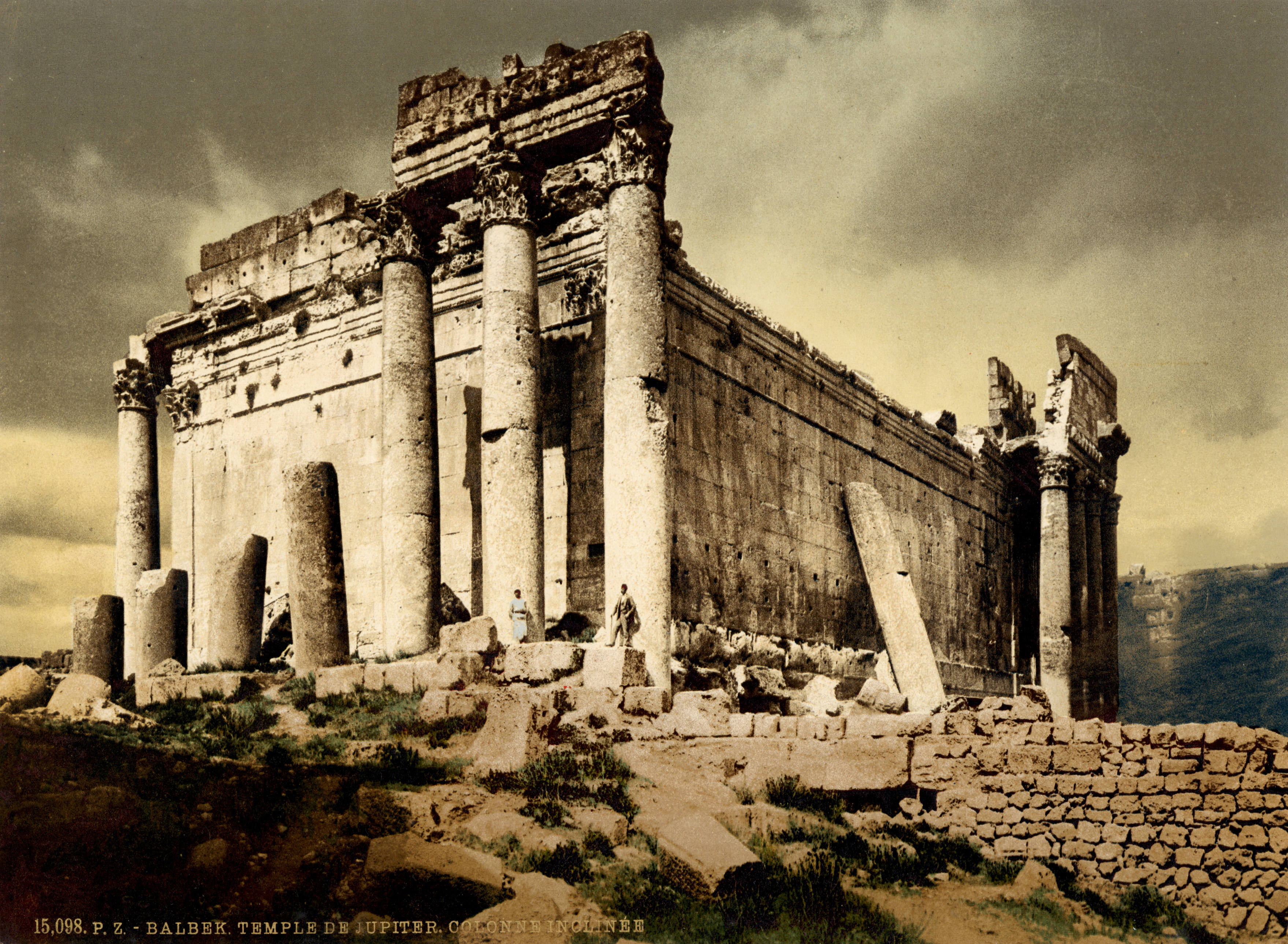
Imagen de 1895 del templo de Baco en el complejo del Templo de Júpiter. Detroit Publishing Co. Collection, Biblioteca del Congreso de Estados Unidos.

La zona sufrió varios terremotos en distintas épocas, siendo los más devastadores los de los años 1158, 1203 y 1667, y en especial el de 1759, que dejó la ciudad en ruinas. Tres de sus columnas se desplomaron a finales del siglo XVIII. Las primeras excavaciones en la zona se iniciaron hacia 1900. En 1922, una expedición arqueológica francesa comenzó los trabajos de investigación y restauración de los templos, labor que fue continuada posteriormente por la Dirección General de Antigüedades Libanesas.
Actualmente, seis columnas con su entablamento permanecen en pie en el lado sur del edificio. Los capiteles se mantienen casi intactos en el ala sur, mientras que los vientos de invierno del valle de la Becá han dejado la cara norte casi desnuda.

## Localización

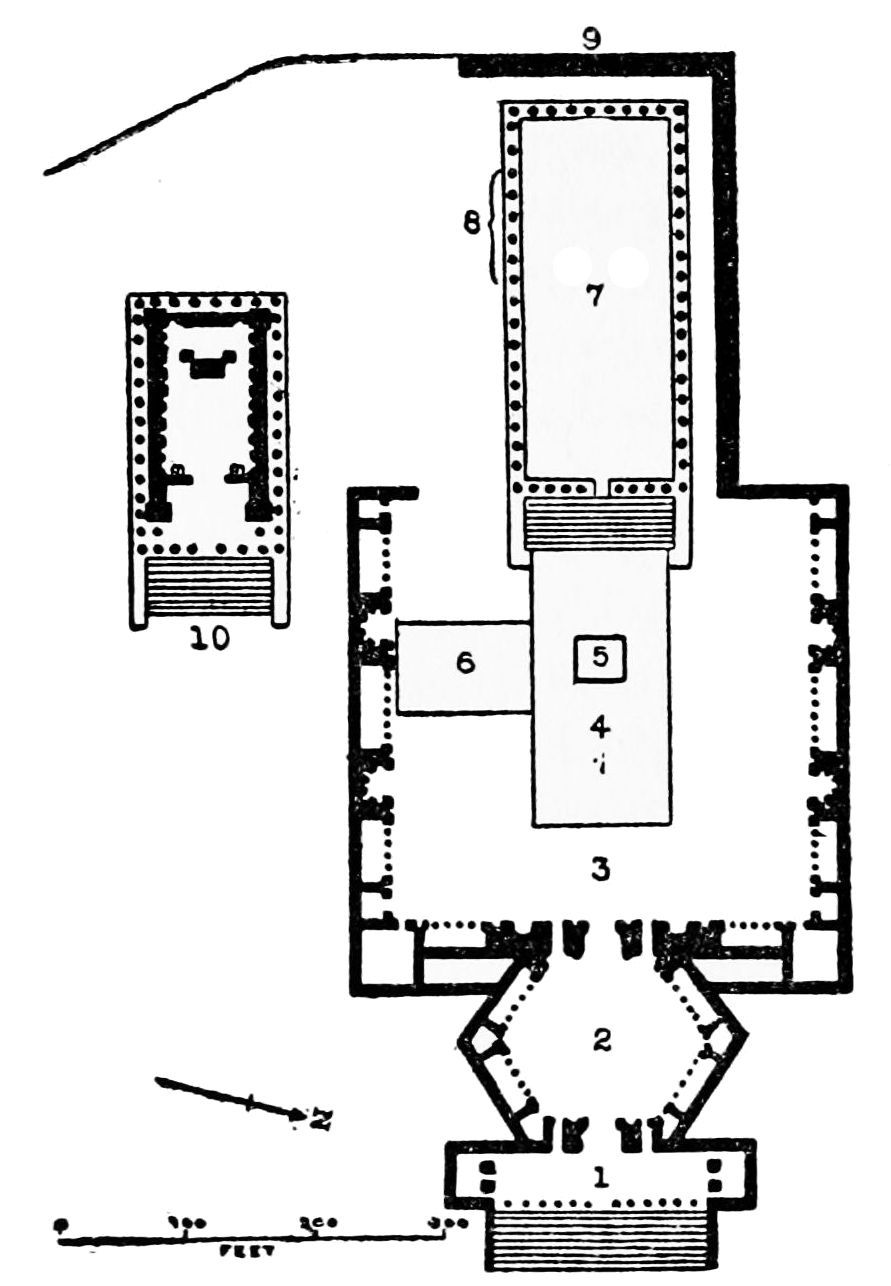
Esquema planimétrico del complejo de Baalbek.
1-Propíleos; 2-Patio hexagonal; 3-Patio del altar; 4-Basílica de Constantino; 5-Gran altar; 6-Baños bizantinos; 7-Templo de Júpiter-Baal; 8-Las seis columnas que permanecen en pie; 9-Trilito; 10-Templo de Baco.

El templo de Júpiter estaba emplazado en un área denominada «Santuario de Zeus Heliopolitano», ubicado en un monte de unos 1100 metros de altitud situado en la frontera este del Imperio romano. Su ubicación en lo alto de la colina hacía que fuese uno de los más impresionantes de Baalbek. Este imponente complejo estaba formado por diversas estructuras dispuestas alrededor de un enorme patio, siendo las principales el templo de Júpiter al oeste y el templo de Baco al sur. Se piensa que la elección del lugar fue debida a la presencia de una gran cantera situada a unos 900 metros de la zona.
Jean-Paul Rey-Coquais, orientalista y profesor de la Universidad de Borgoña, describió el área con las siguientes palabras:

«En un único eje este-oeste de casi 400 metros de longitud, el santuario de Júpiter Heliopolitano reúne unos monumentales propíleos, un patio hexagonal, un gran patio rectangular y el propio templo, donde el ídolo a adorar fue entronizado bajo un baldaquín en la cella. El santuario ocupa el lugar de un antiguo tell, ampliado artificialmente mediante una gran obra de terraplenado y albañilería. En el extremo oeste, cerca de la esquina norte, los muros de contención están formados por tres colosales piedras cuadrangulares denominadas trilitos, cuyas dimensiones son de 20 por 4.5 por 3.6 metros cada una. Otra roca de tamaño aún mayor se abandonó en la cantera a los pies de la colina oeste de la ciudad. Dos largas galerías abovedadas discurren de este a oeste y se corresponden a nivel de sótano con el peristilo del patio central. Están abiertas en sus extremos33 y unidas por otro corredor transversal. Algunas de las dovelas tienen inscripciones en latín».

El gran patio de acceso previo al templo tenía dos altares, uno pequeño destinado a los sacrificios y una gran torre-altar donde se celebraban los banquetes rituales. También había dos albercas para las abluciones, empleadas para los rituales de purificación, y otras dos columnas aisladas que se usaban como betilos. A finales del siglo II se le añadió un propíleo de acceso que daba aún mayor monumentalidad al conjunto.
Los arquitectos que construyeron el conjunto eran probablemente orientales, de ahí que no utilizasen ni el ladrillo ni el hormigón, típicos de las construcciones romanas, sino la piedra autóctona, más comúnmente empleada en Grecia y en Oriente.

## Descripción

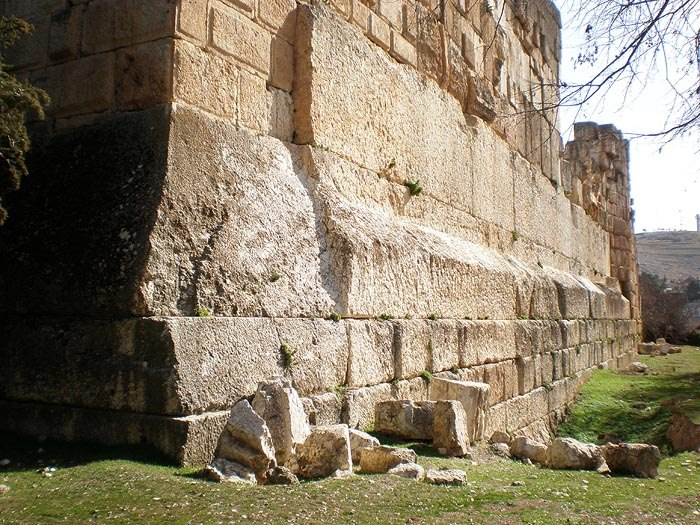
Detalle del trilito de Baalbek.

El templo de Júpiter se emplazaba en el extremo oeste del gran patio, con el acceso situado en su cara este. Se asentaba sobre una gigantesca plataforma de 88 metros de largo, 48 metros de ancho y siete metros de altura con respecto al patio, a la cual se accedía por medio de una gran escalinata. Esta estructura está constituida por colosales bloques de piedra. Los tres de mayor tamaño constituyen el llamado trilito, y pesan unas 750 toneladas cada uno. Se especula sobre la manera en que fueron transportados estos enormes bloques, ya que las grúas romanas de la época no eran capaces de elevar piedras tan pesadas. Una hipótesis apunta a que pudieron ser trasladadas desde la cantera cercana haciéndolas rodar por un plano inclinado de tierra, construido temporalmente, hasta su posición definitiva. Otras teorías sugieren el uso de una combinación de grúas, o el desplazamiento del bloque poco a poco, moviendo cada lado alternativamente y colocando soportes por debajo a medida que se desplazaba. En cualquiera de los casos, la forma de mover los bloques indicaría una técnica constructiva propia del Antiguo Egipto.

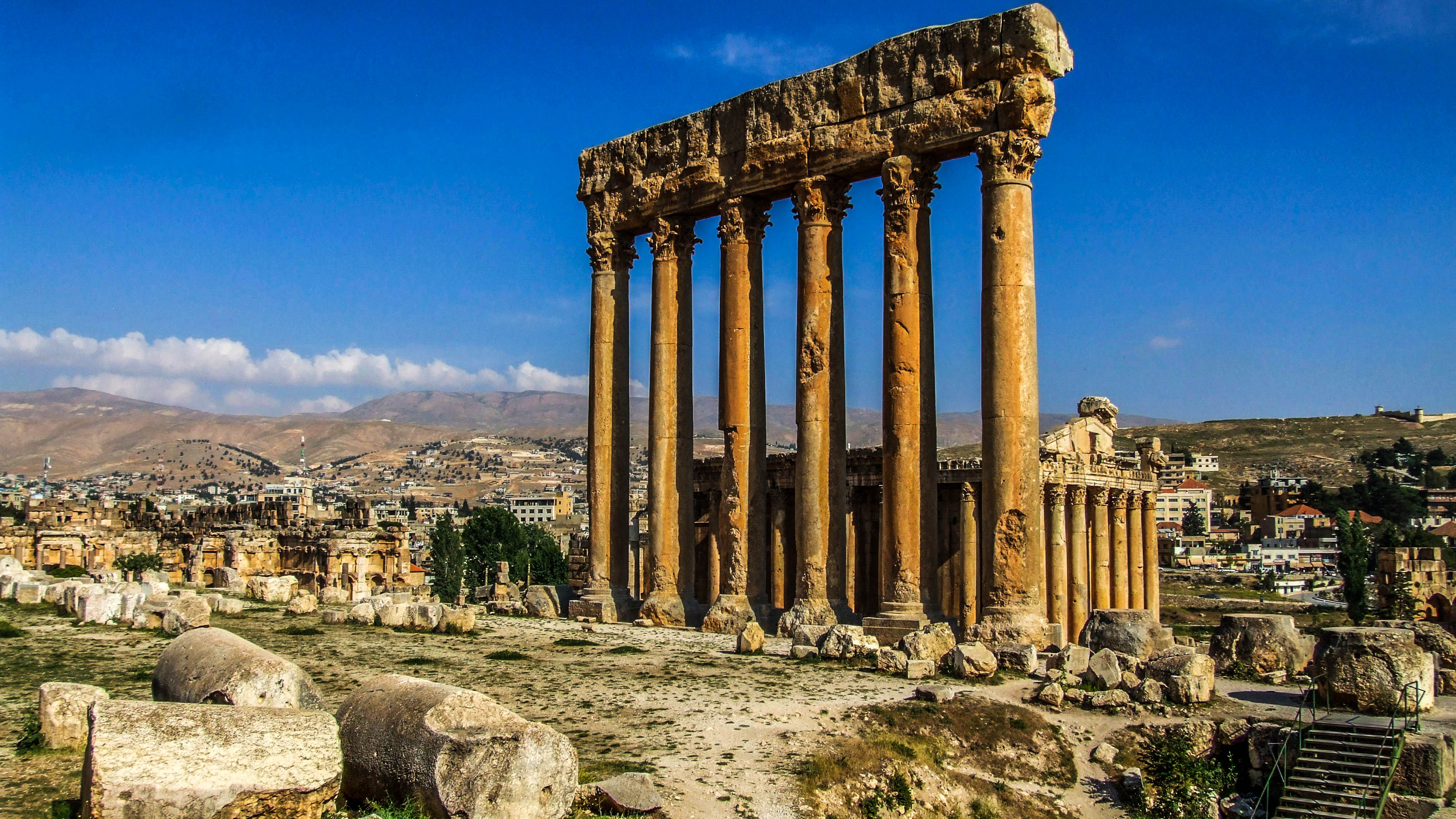
Vista de las seis columnas del templo de Júpiter, frente al templo de Baco en Baalbek.

El templo era pseudoperíptero, con un amplio pteron o deambulatorio. Estaba rodeado por un peristilo formado por 54 columnas corintias sin acanaladuras, diez en cada frente y diecinueve en cada lado. Tenían una altura de 20 metros y un diámetro de casi 2.5 metros, las mayores del mundo clásico. Detrás de este peristilo, una segunda línea de columnas daba paso al pronaos, formado por seis columnas en su frente y dos en cada lateral. A continuación se situaba la cella o nave, actualmente desaparecida a excepción de algunos restos de pavimento de cemento.
La mayoría de las columnas están dispersas por el suelo en fragmentos, excepto seis de ellas, que todavía permanecen en pie unidas por un entablamento. Los bloques de piedra del arquitrabe y del friso pesan 60 toneladas cada uno, y la roca de una esquina, unas 100 toneladas La altura total del edificio es de 19 metros sobre el nivel del suelo.
En el interior de la cella, accesible únicamente para los sacerdotes, se custodiaba la estatua de Júpiter Heliopolitano. Según el cronista Macrobio, fue transportada desde Egipto, estaba realizada en oro y mostraba al dios como un joven sin barba, «con su mano derecha levantada sujetando un látigo, como un auriga», mientras que su mano izquierda sujetaba «un rayo y unas espigas de grano». Por la comparación con otras imágenes del dios halladas en diversos sellos y esculturas se piensa que estaba flanqueada por dos toros, símbolo del dios Hadad, y que probablemente llevaba en su pecho una imagen del sol y de la luna. La cabeza se cubría con un sombrero con forma de kalathos.

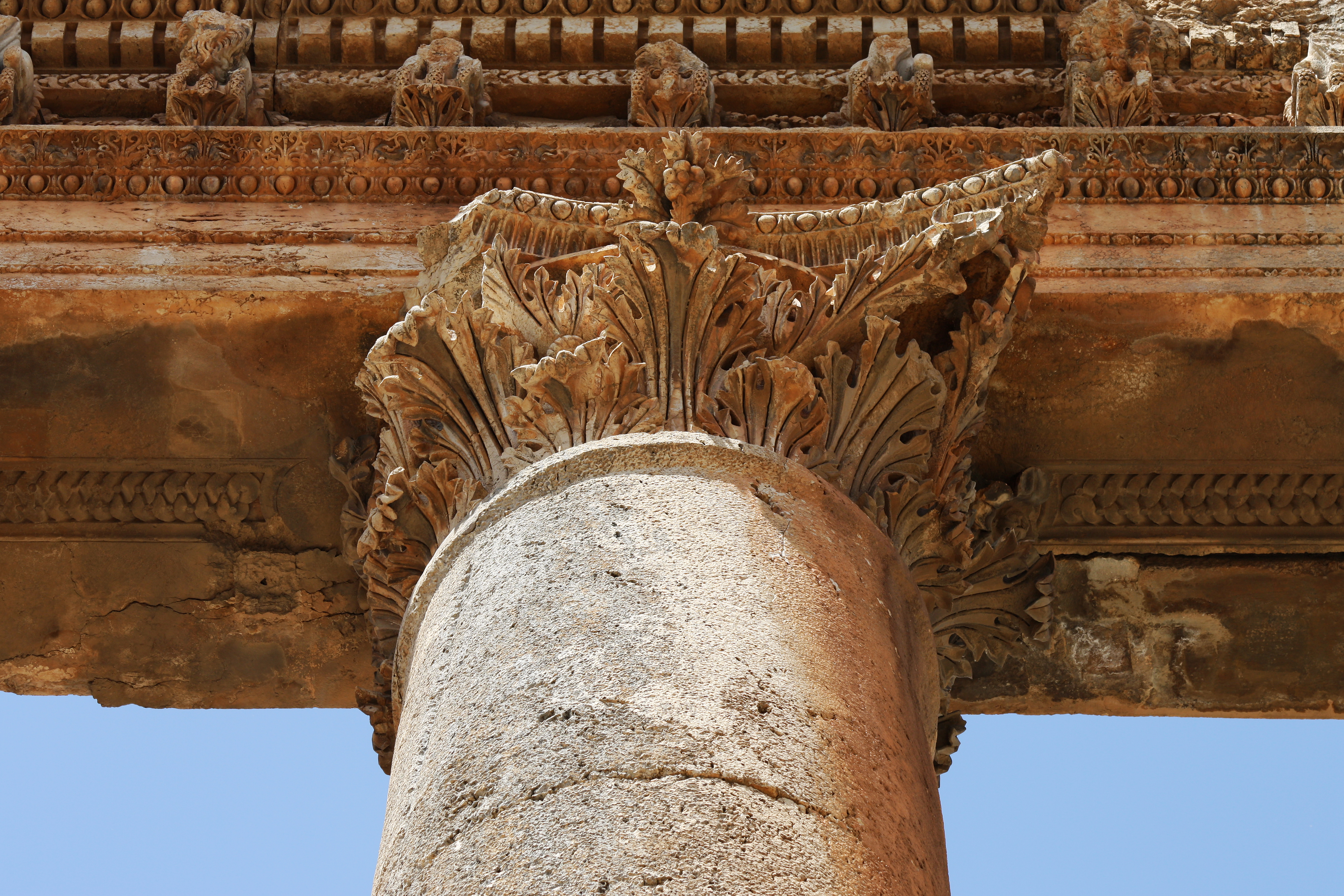
Detalle de capitel corintio.

El templo comparte elementos de diversas épocas. La planta y la ordenación urbana del conjunto tienen influencias greco-romanas, así como la decoración escultórica. El friso estaba decorado con motivos de cabezas de toros y leones unidos con guirnaldas. Sin embargo, otros elementos como el patio de acceso con los altares o las albercas para las abluciones denotan un origen indígena anterior a la época griega. La mayoría de la decoración pertenece a la época de Nerón, como algunos capiteles con forma de hélice entrelazada, las molduras adornadas con ovas y dardos, las consolas horizontales y la banda de meandros bajo la sima. El friso recuerda a obras persas del siglo V a. C. y tiene como referentes más cercanos la arquitectura griega de Delos y Asia menor. El tejado estaba construido con madera maciza de cedro. Las gárgolas para la evacuación del agua de la lluvia y la nieve tenían la forma de cabeza de león, animal que en ocasiones estaba asociado al sol.
El templo de Júpiter aparece representado en numerosas monedas de la época de Septimio Severo. El edificio figura en el reverso, mientras que en el anverso se muestra el busto del emperador. La imagen del templo, colocado sobre un podio y presentando una perspectiva de tres cuartos, fue grabada también en una moneda de Caracalla y en otra de Galieno. Todas ellas fueron acuñadas por emperadores que realizaron campañas militares en oriente, con una finalidad política de difusión de la ideología imperial.